# 651 Antikleia
Antikleia è un asteroide della fascia principale del diametro medio di circa 33,04 km. Scoperto nel 1907, presenta un'orbita caratterizzata da un semiasse maggiore pari a 3,0241014 UA e da un'eccentricità di 0,0964957, inclinata di 10,76889° rispetto all'eclittica.
Stanti i suoi parametri orbitali, è considerato un membro della famiglia Eos di asteroidi.
Il suo nome si riferisce ad Anticlea, figura della mitologia greca moglie di Laerte e madre di Ulisse.